# 貝德福德特設鎮區 (密歇根州)
貝德福德特設鎮區（英語：Bedford Charter Township）是位於美國密歇根州卡爾霍恩縣的一個特設鎮區。

## 地方資料
貝德福德特設鎮區的面積為76.90平方千米，當中陸地面積為75.40平方千米，而水域面積為1.50平方千米。根據2020年美國人口普查的數據，當地共有人口9198人，而人口密度為每平方千米119.61人。